# Hisashi (architecture)

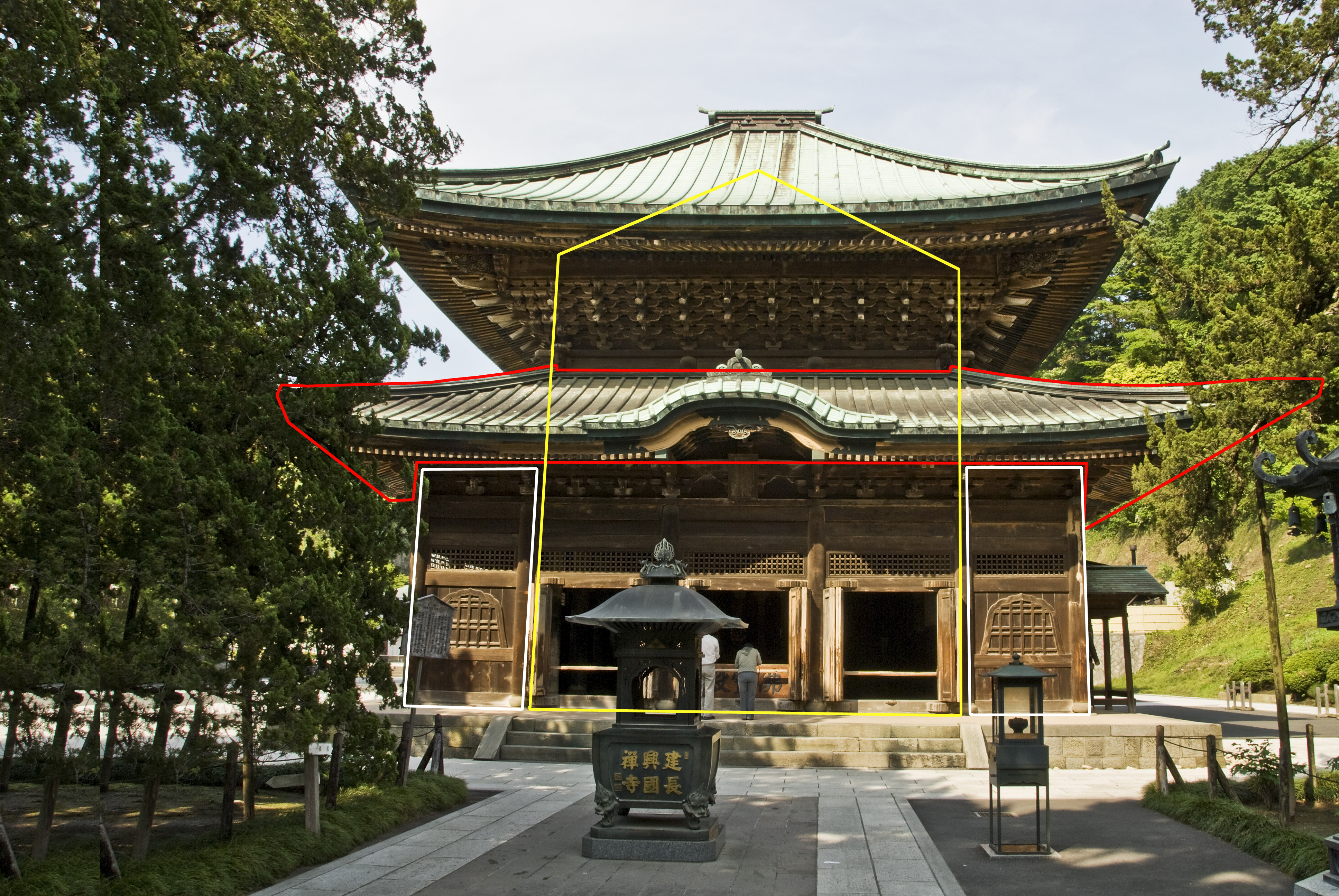
Détouré en jaune : le moya ; en rouge : le mokoshi ; en blanc : le hisashi.

En architecture japonaise, le terme hisashi (廂・庇) possède deux significations :
- au sens le plus courant, hisashi désigne l'avancée d'un toit[1], c'est-à-dire la partie au bord d'un toit faisant saillie au-delà du bâtiment afin de fournir une protection contre les intempéries ;
- le terme est cependant aussi utilisé dans un sens plus spécifique pour indiquer la zone qui entoure le moya (le cœur de l'édifice), soit entièrement soit sur un, deux ou trois de ses côtés[1].

Le hisashi est courant dans les temples bouddhistes zen où il s'agit d'une zone semblable à une aile et large de 1 ken, située au même niveau que le moya. Les pagodes appelées tahōtō disposent également d'un hisashi.
Les couloirs découverts ou les vérandas sous les toits prolongés ou supplémentaires sont également parfois appelés hisashi. Dans les temples construits dans le style irimoya, la partie pignon couvre généralement le moya tandis que la partie[Laquelle ?] couvre les ailes.
Le hisashi peut se trouver sous le même toit que le moya et donc invisible de l'extérieur, ou en saillie et avoir un toit en pente indépendant, comme dans le cas de nombreux édifices principaux (butsuden) dans les temples zen.
Le but principal du hisashi est de renforcer la structure du bâtiment contre le mouvement latéral. L'architecture japonaise traditionnelle est fondée sur le couple poteau-linteau qui est intrinsèquement peu solide. Pour le renforcer, une rangée supplémentaire de piliers et de linteaux correspondants est donc ajoutée afin de supporter les murs du moya. Le hisashi peut être présent sur un mur ou sur les quatre, et il est compté avec le suffixe men (面, « surface »). Un bâtiment peut par exemple être désigné comme étant un butsuden de 3 × 3 ken, 4 men, s'il est entouré d'un hisashi des quatre côtés.

## Plan d'étage d'unbutsuden

Plan d'étage d'un butsuden.

Le dessin montre le plan d'étage d'un butsuden zen typique tel que celui de la photo ci-contre d'Engaku-ji à Kamakura. Le noyau du bâtiment (moya) fait 3 × 3 ken de large et est entouré des quatre côtés par un hisashi large de 1 ken, amenant les dimensions externes de l'édifice à un total de 5 × 5 ken. Parce que le hisashi est couvert par un toit en pente indépendant, le butsuden semble avoir deux étages mais n'en possède en fait qu'un.
Ce toit en pente décoratif qui ne correspond à aucune division verticale interne est appelé mokoshi (裳階・裳層, aussi prononcé shōkai), littéralement « étage en jupe » ou « étage en manchon ».
La même structure se retrouve dans un tahōtō avec le même effet : la structure semble avoir un second étage, ce qui, en fait, n'est pas le cas.